# ویتنام جنوبی
ویتنام جنوبی با نام رسمی جمهوری ویتنام (به ویتنامی: Việt Nam Cộng hòa)
 کشوری بود که بین سال‌های ۱۹۵۴ تا ۱۹۷۵ بر قسمتی از ویتنام که در جنوب مدار ۱۷ درجه قرار دارد حکومت می‌کرد. پایتخت این کشور سایگون بود.
این کشور در جریان جنگ ویتنام با دولت ویتنام شمالی و چریک‌های ویت‌کنگ و خمرهای سرخ درگیر بود و آمریکا به حمایت از ویتنام جنوبی وارد این جنگ شد. ویتنام تا جنگ جهانی دوم مستعمره فرانسه بود. پس از جنگ نیروهای کمونیستی به رهبری هوشی مینه دولتی را در شمال ویتنام به پایتختی هانوی تأسیس کردند. از سوی دیگر سیاست‌مداران غیرکمونیست هم در سال ۱۹۴۹ دولتی را در سایگون به رهبری امپراتور بائو دای بنیان نهادند. در سال ۱۹۵۵ بائو دای توسط نخست‌وزیر ویتنام از مقام خود خلع شد و کشور صاحب حکومت جمهوری شد. جنگ ویتنام از سال ۱۹۵۹ در پی قیام چریک‌های ویت کنگ که مورد حمایت ویتنام شمالی بودند آغاز شد و رفته رفته گسترش پیدا کرده و بر شدت آن افزوده شد. در نهایت در ۳۰ آوریل ۱۹۷۵ ارتش ویتنام شمالی سایگون را به تصرف خود درآورده و به حکومت ویتنام جنوبی پایان داد.

## تاریخچه
پس از استقلال ویتنام به دو قسمت شمالی و جنوبی تقسیم و نظام کمونیستی در شمال و نظام غیرکمونیستی در جنوب این کشور حاکم شد. در سال ۱۹۶۵ آمریکا با فرستادن نیروهایی به ویتنام جنوبی به یاری جنوبی‌ها برای مقابله با شمالی‌ها شتافت. کمکی که به جنگ مشهور ویتنام منجر شد. این جنگ ضررهای زیادی به آمریکایی‌ها وارد کرد و سرانجام در سال ۱۹۷۳ خاتمه یافت. در سال ۱۹۷۵ حکومت ویتنام جنوبی سرانجام سرنگون شد و در ویتنام حکومت کمونیستی برقرار شد. همزمان و مرتبط با این جنگ، جنگ‌های نیابتی در لائوس و کامبوج بین نیروهی آمریکایی در برابر نیروهای کمونیستی برقرار شد. در پایان، آمریکا در هر سه جبهه، جنگ داخلی لائوس، جنگ داخلی کامبوج و جنگ ویتنام شکست خورد و همهٔ این کشورها حکومت‌های کمونیستی پیدا کردند.

### سقوط سایگون

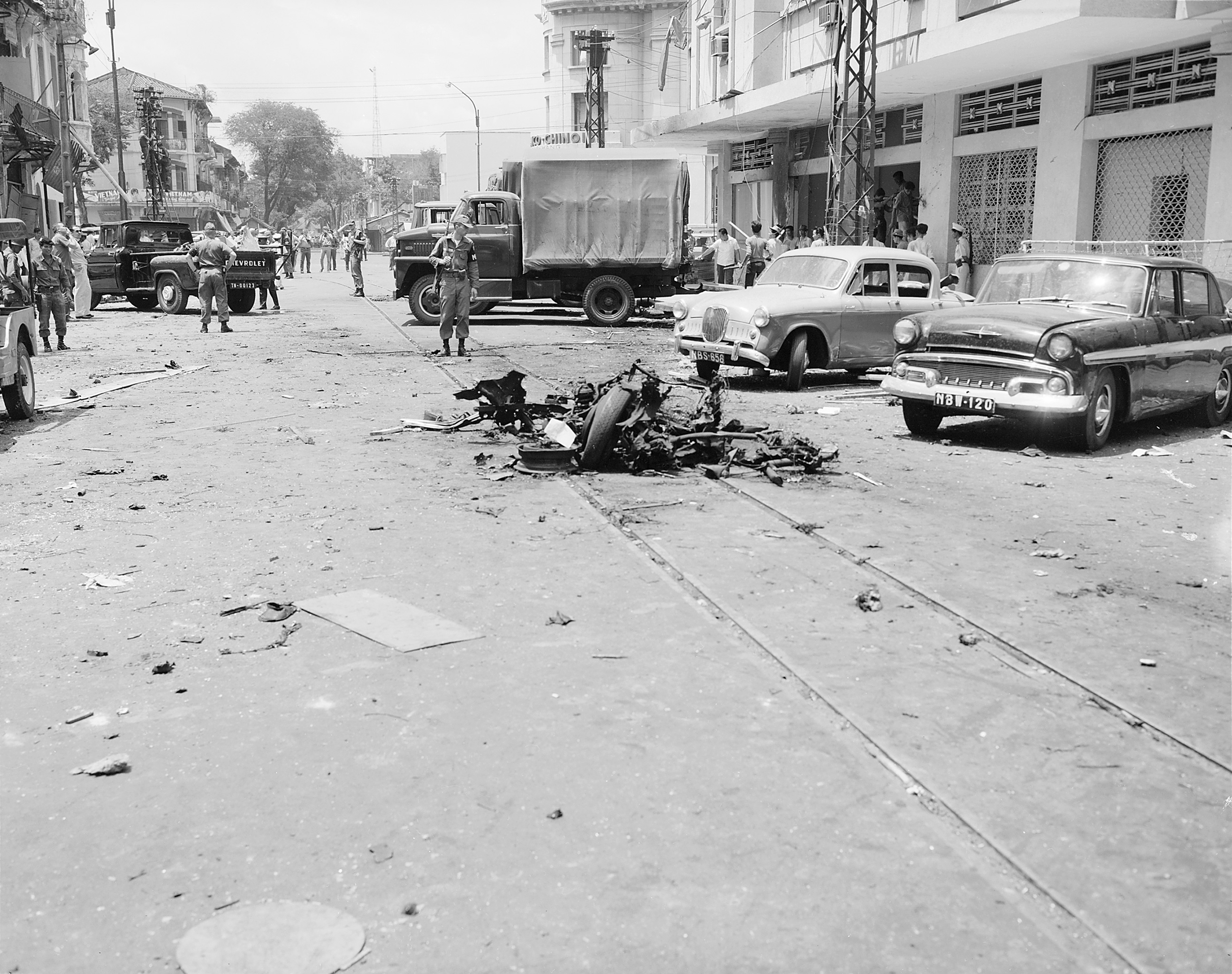

روز ۳۰ آوریل سال ۱۹۷۵ شهر سایگون، پایتخت ویتنام جنوبی به تصرف نیروهای ویتنام شمالی و چریک‌های ویت کنگ درآمد و ویتنام جنوبی سرنگون شد. یک هفته قبل از سقوط سایگون، نیروی هوایی و دریایی ارتش آمریکا آخرین آمریکایی‌ها حاضر در ویتنام جنوبی و ۷۰٬۰۰۰ ویتنامی را از سایگون خارج کردند و به بیش از ۱۰ سال حضور نظامی آمریکا در خاک ویتنام خاتمه دادند. آخرین افراد در روز ۲۹ آوریل و درست یک روز قبل از تصرف سایگون از بالای بام سفارت آمریکا سوار بر هلی کوپترها شده و فرار کردند. در پی تصرف سایگون توسط نیروهای ویتنام شمالی و چریک‌های ویت کنگ نام پایتخت ویتنام جنوبی به یادبود رهبر کمونیست ویتنام به هوشی مین ویل تغییر یافت. پیروزی کمونیست‌ها به جنگ ویتنام پایان داد. کشور ویتنام در دوران استعمار فرانسه و در جریان جنگ نخست هندوچین علیه فرانسه به دو کشور ویتنام شمالی و جنوبی تقسیم شده بود و با با بازپس‌گیری سایگون، این کشور وحدت خود را برای همیشه بازِیافت.